# Plakothira
Plakothira es un género con tres especies de plantas fanerógamas perteneciente a la familia Loasaceae. Es originario de Chile.

## Taxonomía
El género fue descrito por E. Jacques Maria Florence y publicado en Bulletin du Muséum National d'Histoire Naturelle, Section B, Adansonia. Botanique Phytochimie 7(3): 239. 1985[1986].   La especie tipo es: Plakothira frutescens J.Florence	

## Especies aceptadas
A continuación se brinda un listado de las especies del género Plakothira pendientes de ser aceptadas hasta septiembre de 2014, ordenadas alfabéticamente. Para cada una se indica el nombre binomial seguido del autor, abreviado según las convenciones y usos.	
- Plakothira frutescens J.Florence
- Plakothira parviflora J.Florence
- Plakothira perlmanii J.Florence